# Stadio dei Marmi (Carrara)
Das Stadio dei Marmi (deutsch Marmor-Stadion, offizieller Name seit September 2005: Stadio Comunale dei Marmi L. Marchini, A. Piccini, P. Vannucci, B. Venturini) ist ein Fußballstadion in der italienischen Stadt Carrara, Region Toskana. Seit der Eröffnung ist es die Heimspielstätte des Fußballvereins Carrarese Calcio. Die Anlage bietet gegenwärtig 4875 Sitzplätze.

## Geschichte
Carrarese Calcio spielte nach seiner Gründung 1908 auf dem Campo Augusto Mungai. Danach wechselte man auf den Campo Viale XX Settembre, der umgangssprachlich nur als Fossa dei Leoni (deutsch Löwengrube) benannt wurde. Am 9. Januar 1955 wurde das neugebaute, städtische Stadion, damals noch mit Leichtathletikanlage, eingeweiht und ist fortan die Heimat von Carrarese Calcio.
Am 12. September 2005 wurden die vier ehemaligen Spieler des Clubs, Libero Marchini, Achille Piccini, Paolo Vannucci und Bruno Venturini, die zum Kader der Mannschaft beim Fußballturnier der Olympischen Sommerspiele 1936 gehörten, mit der Umbenennung geehrt. Italien gewann im Endspiel gegen Österreich (2:1 n. V.) die bis heute einzige Goldmedaille einer italienischen Fußballmannschaft bei Olympia. Angesichts des langen Namens wurde von den Medien die Kurzform Stadio dei Quattro Olimpionici Azzurri (deutsch Stadion der Vier blauen Olympioniken) verwandt. Sie entstammt einer am 20. Mai 2007 angebrachten Gedenkplakette am Tribüneneingang. Sie ist aber unangemessen und wird den vier einzelnen Spielern nicht gerecht. Im allgemeinen Sprachgebrauch wird weiter der Name Stadio dei Marmi benutzt.
Zur Saison 2013/14 wurde das damals annähernd 60 Jahre alte Stadio dei Marmi renoviert. Dabei erhielt u. a. das Spielfeld einen Kunstrasen der Kategorie FIFA 2 Star, der für Partien der UEFA Champions League zugelassen ist. Auf der Haupttribüne bieten sich 600 überdachte Sitzplätze. Für die Journalisten stehen 40 Arbeitsplätze zur Verfügung. Die Ränge sind mit einem umlaufenden Graben vom 105 × 68 m großen Spielfeld abgetrennt.
Im Sommer 2019 wurden auf der Gegentribüne Kunststoffsitze mit Rücklehnen in den Vereinsfarben Gelb und Blau montiert. Sie müssen am Boden befestigt, nummeriert, feuerfest und voneinander getrennt angebracht sein. Eine Regel der Serie C besagt, dass auf genutzten Längstribünen auch kindgerechte Sitzplätze vorhanden sein müssen. Zusätzlich wurde das Medizinzimmer in den alten Pressekonferenzraum verlegt. Ebenso unter der Tribüne befinden sich die Journalistenplätze, die nach einer weiteren Vorschrift mit Internet und WLAN ausgestattet sein müssen. Nach mehreren Spielzeiten mit geld-blauen Fangnetzen hinter den Toren kehrte man zu den weißen Ausführungen zurück.